# Linksgewundene Windelschnecke
Die Linksgewundene Windelschnecke (Vertigo pusilla) ist eine Schneckenart aus der Familie der Windelschnecken (Vertiginidae) in der Unterordnung der Landlungenschnecken (Stylommatophora). Der deutsche Trivialname ist insofern etwas irreführend, da es mit der Schmalen Windelschnecke (Vertigo angustior) eine zweite Vertigo-Art gibt, die ein linksgewundenes Gehäuse besitzt.

## Merkmale
Das gelblichbraune Gehäuse der Linksgewundenen Windelschnecke ist, wie bereits der deutsche Trivialname ausdrückt, linksgewunden und von bauchig-eiförmiger Gestalt. Es besitzt 4,2 bis 5,25 gut gewölbte, durchscheinende Windungen, ist 1,66 bis 2,18 mm hoch und 1,01 bis 1,20 mm breit (Myzyk). Die Windungen sind durch eine tiefe Naht voneinander abgesetzt. Die glänzende Oberfläche zeigt feine, unregelmäßige Anwachsstreifen. In die Mündung reichen meist sechs Zähne hinein, zwei Parietalzähne, zwei Columellarzähne und zwei Palatalzähne. Selten können auch bis neun Zähne vorhanden sein, zwei kleinere Zähne parietal und angular, sowie sehr selten (etwa bei 1,2 % der Gehäuse) ein infraparietaler Zahn an der Parietalwand. Der Mündungsrand ist leicht lippig verdickt, nur wenig verbreitert und nach außen gebogen. 

### Ähnliche Arten
Innerhalb der Gattung Vertigo hat nur noch die Schmale Windelschnecke (Vertigo angustior) ein linksgewundenes Gehäuse. Diese Art ist etwas kleiner und die Außenwand der letzten Windung hat eine Einkerbung, die innen einem langen, lamellenartigen oberen Palatalzahn entspricht.

## Geographische Verbreitung und Lebensraum
Das Verbreitungsgebiet der Art reicht von Irland und der Iberischen Halbinsel im Westen bis Bulgarien, Kleinasien, Kaukasusgebiet, Ukraine und Russland bis in den Altai. In Skandinavien reicht das Areal bis 68° N. Die Art kommt aber in diesem riesigen Gebiet nur sehr zerstreut und lokal vor. In Polen steigt sie bis 1500 m über Meereshöhe, in der Schweiz bis 1900 m und in Bulgarien bis 1600 m. 
Sie bevorzugt etwas trockenere Habitate wie trockene, steinige Böden, Steinmauern, Felsen, lichte Laub- und Mischwälder und Gebüsche, Hecken, und ist ausnahmsweise auch in Sanddünen zu finden. Sie lebt dort in der Bodenstreu und in Baumspalten und -löchern, die etwas Feuchtigkeit speichern. 

## Lebensweise
Nach Beobachtungen, die in Polen gemacht wurden, beginnen die Tiere im Mai mit der Eiablage. Die Eier werden in feuchtes Substrat abgelegt, das den Schlüpflingen nach dem Schlüpfen gleich als Nahrung dient. Zu Beginn der Eiablageperiode wurde fast jeden Tag ein Ei abgelegt, später in der Saison wurden die Intervalle größer. Die Eiablageperiode dauerte zwischen einem halben Monat und etwa 50 Tagen, selten bis über 130 Tage. So legten manchen Individuen ihre letzten Eier bereits im Mai, andere erst Anfang September. Die Zahl der Eier, die während einer Eiablageperiode produziert werden, variiert in weiten Grenzen von 4 bis 74 (Mittelwert: 29 Eier). Viele Tiere starben am Ende der Eiablageperiode, andere überwinterten und legten während einer zweiten Saison weitere Eier ab. So kamen zwei Exemplare auf insgesamt 102 bzw. 89 Eier in den zwei Eiablageperioden. Der Durchmesser der Eier reicht von 0,52 bis 0,70 mm. Die meisten Eier wurden im Einzell-Stadium abgelegt, wenige Eier waren weiter entwickelt. Die Entwicklungsgeschwindigkeit ist stark temperaturabhängig. Bei 27 °C schlüpften die Jungtiere bereits nach 11 Tagen, bei 24 °C nach 12 Tagen, und bei 10 °C nach 18 bis 19 Tagen. Die Jungtiere hatten zum Schlupfzeitpunkt ein Gehäuse mit bereits 1,25 bis 1,3 Windungen und einer Breite von 0,52 bis 0,6 mm. Die weitere Entwicklung verläuft eher langsam. Nur etwa 16 % der Jungtiere wurden noch im selben Jahr geschlechtsreif, gewöhnlich erst zum Ende der Eiablagesaison (2. Augusthälfte bis Oktober). Im Oktober gingen die Tiere in eine Winterruhe, die sich im Gehäuse durch einen einzelnen hellen Anwachsstreifen dokumentiert. Aktivität und Wachstum setzten bei einigen Tieren in der ersten Aprilhälfte wieder ein, bei anderen erst Ende Mai. Die meisten wurden nun geschlechtsreif, einige wenige überwinterten wahrscheinlich ein zweites Mal, bevor sie geschlechtsreif wurden. Die Tiere werden zwei bis drei Jahre alt. Mitte September umfasste eine Population 15 % Individuen, die in diesem Jahr geschlüpft waren, wobei nur 4 % adult waren, der Rest noch juvenil. 71 % waren im Jahr zuvor geschlüpft, 12 % vor zwei und 2 % vor drei Jahren. 
In der Schweiz ergab sich ein etwas anderes Bild. Dort schlüpften die Jungtiere bereits nach 7 bis 12 Tagen. Unter günstigen Bedingungen erreichten sie die Geschlechtsreife bereits nach 30 bis 40 Tagen. In der Schweiz sind daher drei bis vier Generationen im Jahr möglich. Die Tiere leben aber nur etwa 1,5 Jahre.

## Taxonomie
Das Taxon wurde 1774 von Otto Friedrich Müller erstbeschrieben. Es ist die Typusart der Gattung Vertigo O.F. Müller, 1773. Manche Autoren untergliedern die Gattung Vertigo in zwei Untergattungen: Vertigo (Vertigo) O.F. Müller, 1773 und Vertigo (Vertilla) Moquin-Tandon, 1856. In dieser Untergattungsgliederung wird die Linksgewundene Windelschnecke in die Gattung Vertigo (Vertigo) gestellt.

## Belege